# Franco Carlisi
Franco Carlisi (Grotte, 18 febbraio 1963) è un fotografo italiano.

## Biografia
Franco Carlisi nasce a Grotte, in provincia di Agrigento, nel 1963. Dopo la laurea in ingegneria elettrica conseguita presso l'Università degli Studi di Palermo, intraprende un percorso professionale che lo porterà progressivamente a dedicarsi alla fotografia. A partire dalla fine degli anni Novanta, sviluppa una ricerca visiva autonoma, incentrata sulla rappresentazione del quotidiano e della memoria collettiva.
Il suo approccio fotografico si distingue per una sintesi tra documentazione e soggettività, con particolare attenzione alla ritualità sociale e ai paesaggi culturali del Mezzogiorno italiano. L'autore utilizza spesso il bianco e nero per sottolineare l'essenzialità compositiva e la densità emotiva delle sue immagini. Temi ricorrenti del suo lavoro sono la famiglia, le relazioni comunitarie, i riti di passaggio e la dimensione intima dell'identità. Il suo lavoro si estende anche alla sperimentazione audiovisiva, come dimostra il cortometraggio Non sai quanti nomi ti ho dato (2023), in cui la visione fotografica si traduce in una narrazione per immagini in movimento, selezionata e premiata in numerosi festival internazionali.
Ha partecipato a importanti mostre collettive in Italia e all'estero: dal Padiglione Italia della 54ª Biennale di Venezia del 2011, iniziativa speciale per il 150º anniversario dell'Unità d'Italia, al Rencontres d'Arles, dalla Biennale di Casablanca alla GAM di Catania, fino a eventi internazionali a Dublino. Ha ottenuti diversi riconoscimenti, tra cui il Premio Pisa per la Fotografia.

## Critica
Andrea Camilleri, nella sua introduzione a Il valzer di un giorno, scrive che i suoi scatti sono capaci di «fissare su carta l'attimo irripetibile dell'anima di chi ha davanti».
Come ha scritto Gaetano Savatteri nell’introduzione a Iavaivoi, la fotografia di Carlisi trasforma «i luoghi marginali in spazi della memoria, capaci di custodire sogni, affetti, piccole epifanie quotidiane, restituendo voce a chi non l’ha mai avuta».
Nel 2023 espone le sue fotografie accanto a Francesco Cito nella mostra Romanzo italiano, allestita a Roma e a Brescia. Secondo quanto riportato da Discorsi Fotografici e Il Giornale, le sue fotografie raccontano un sud autentico, vissuto, mai stereotipato. Come ha scritto il critico Angelo Crespi, in Carlisi «l'immagine si fa letteratura».
Nel saggio Sciauru, Alberto Giovanni Biuso interpreta la fotografia di Carlisi come epifania del tempo e del desiderio, in cui la memoria e il corpo si intrecciano nella forma fotografica. Le sue immagini sono, scrive Biuso, «immagini profumate della potenza di ciò che è stato fionda, vortice e piacere», fotografie che sanno essere al tempo stesso «potenti, ironiche, splendenti e sensuali».
Secondo Gigliola Foschi, Carlisi sceglie una fotografia empatica, capace di ascolto, tesa a infrangere la superficie del reale per accedere a una dimensione più profonda.
Vita Pensata lo descrive con «sguardo sensibile, ironico e lieve», capace di rivelare l'invisibile nel quotidiano.

## Pubblicazioni (parziale)
- Che vuol dire per sempre, Artstudio, 1998
- Leonardo Sciascia e la dimensione della memoria, Modia, 2000
- Altari di Sassi, Gente di Fotografia, 2001
- Iavaivoi, Gente di Fotografia, 2005
- Paesaggio in attesa, Lussografica, 2009
- Il valzer di un giorno, Polyorama, 2010 (II edizione 2019)
- Romanzo italiano, Gente di Fotografia Edizioni, 2023

## Premi e riconoscimenti
- 2011 – Premio Marco Bastianelli per Il valzer di un giorno
- 2013 – Premio Pisa per la Fotografia, Università di Pisa
- 2021 – Premio alla Cultura Fotografica, Museo Regionale Pepoli di Trapani
- 2023 – Premi cinematografici per Non sai quanti nomi ti ho dato (Sikania Film Festival, Albori Soul Place Film Festival, Apollo Film Festival, Castle Film & Media Awards, Inferenze Short Film Festival)